# Судамја
Судамја (Су = светац и дамја = Дујам) је вековни традиционални празник, познат и као празник Светог Дује, или фестивал Светог Дује, заштитника града Сплита и Сплитско-макарске надбискупије.
Традиционално се одржава сваког 7. маја. Ова манифестација такође представља и прославу Дана града Сплита. Судамја је верски и хришћански празник, али за Сплит он има значење градског рођендана.
Манифестација укључује церемонијалну прославу пре и после седмог дана маја, уз одговарајуће јавне приредбе и догађаје, а од давнина је уско повезана са сајмом на ком се грађанима и посетиоцима нуде различити производи.
Део прославе је и празник Светог крижа (крста), заштитника сплитске четврти Вели Варош.(нап. Свети криж је Традиционална манифестација која траје два дана. Праћена је великим бројем културно уметничких догађаја – наступа далматинских клапа, културно–уметничких друштава, концерата и различитих изложби.)
Празник се слави почетком маја, иако је Св. Дујам умро у априлу, како се прослава не би поклопила са Ускрсом.

## Историја
Свети Дујам (латински: Domnius) био је епископ Салоне који је живео и деловао током владавине римског цара Диоклецијана (284–305). Погубљен је 304. године. током прогона хришћана, а око његовог гроба у Салони се убрзо развио култ мученика.
Након пада Салоне средином 7. века, први сплитски надбискуп, Иван Равењанин, преместио је мошти Светог Дујма са ранохришћанског локалитета у Манастиринама у Салони у царски маузолеј у Сплиту, који се налази у комплексу Диоклецијанове палате, који је том приликом освештан као катедрала. Део његове надгробне плоче данас се чува у Археолошком музеју у Сплиту.
Постојање празника, за који је био везан и вашар, вероватно датира још из раног средњег века, мада о томе нема сачуваних извора. Најстарији извор о прослави Судамје налази се у одредбама Сплитског статута из 1312. године. у коме су донете посебне одредбе у вези са прослављањем и поштовањем Св. Дујма. Остало је записано да су Сплићани 1515. године, у време честих турских напада, захтевали да млетачке власти нареде сплитском кнезу да предузме одговарајуће мере како би се осигурао опстанак сајма Св. Дује у временима када је трговина опадала због османске претње.
Године 1770. Празник Судамје био је посебно свечан, јер су тада мошти Св. Дума пренешене у нови олтар у северној ниши катедрале. За ту прилику изведен је Бајамонтијев ораторијум „Пренос Светог Дујма“. Због лошег времена, поворка је одржана тек 10. маја и била је веома раскошна. На челу је јахао одред коњице на украшеним парадним коњима, а за њим 1020 наоружаних мушкараца са раширеним заставама. Иза њих су била братства са својим реликвијама, монаси са статуама светаца, свештеници, трубачи, клерици, оружари и на крају урна са моштима Светог Дујма, окружена бискупима које су пратили војници и официри копљаници.
Године 1914. Дошло је до великог грађанског бојкота обележавања Судамје. Због провокација сплитских талијанаша Општина је отказала прославу Светог Дује, али је она ипак одржана по налогу Царско-краљевске владе, али без учешћа градоначелника Винка Каталинића, чланова Општине и хрватских културних друштава. Током поворке избио је сукоб у којем су полиција и војска интервенисале против хрватских грађана Сплита. На крају је војска растерала грађане, неке од њих ухапсила, а прослава је прекинута.
Сакрални део прославе празника обухватао је поворку и служење свете мисе. Први снимак ове поворке забележио је камером Јосип Караман у документарном филму из 1911. године. године. Средином 19. века, на предлог каноника Манђера, организована је прва томбола, која је и данас саставни део прославе.

## Галерија
- Миса на обали, поводом прославе празника Светог Дујма (2014)
- Изложба сајамских производа у Судамји
- Унутрашњост катедрале током прославе Судамје
- Поворка на обали
- Реликвија Светог Дује
- Сајам Светог Дује